# 중국제조 2025
중국제조 2025(중국어 간체자: 中国制造2025, 정체자: 中國製造2025, 병음: Zhōngguózhìzào 2025, 영어: Made in China 2025)는 중화인민공화국 국무원총리인 리커창이 제조업 활성화를 위해 2015년 제창한 전략이다. 2015년 5월 8일 공개되었으며, 5월 19일에 국무원에서 공식 발표되었다.

## 배경
- 2011년 독일이 발표한 '공업(산업)4.0'에서 영감을 받아, 중국의 제조업을 디지털화하고 자동화하며 첨단기술을 접목해 혁신하려는 목표를 가지고 있다.
- 이 계획은 중국의 제조업이 저비용 대량 생산 중심에서 기술 중심의 고부가가치 산업으로 전환할 필요성을 강조하며, 글로벌 제조 경쟁력을 강화하기 위해 마련되었다.

## 목표
- 제조업 현대화: 전통적인 제조업의 디지털 전환과 자동화 촉진
- 혁신 강화: 연구개발(R&D) 투자 확대 및 기술 혁신 촉진
- 산업 고도화: 첨단 제조 분야의 성장, 예를 들어 로봇, 항공, 전기차, 바이오제약, 신재생 에너지 등에서의 경쟁력 강화
- 친환경 제조: 에너지 효율을 높이고 환경에 미치는 영향을 줄이는 녹색 제조 시스템 구축

## 핵심산업과 프로젝트

### 10대 핵심 산업
1. 차세대 정보 기술
2. 고급 CNC 공작 기계 및 로봇
3. 항공 및 우주 장비
4. 해양 공학 장비 및 첨단 선박
5. 에너지 절약 및 신에너지 자동차
6. 전력 장비
7. 농업 기계 장비
8. 신소재
9. 바이오 의약 및 첨단 의료 장비
10. 선진 궤도 교통 장비

### 5대 중점 프로젝트
1. 국가 제조업 혁신센터 구축
2. 스마트 제조업 육성
3. 공업 기초역량 강화
4. 첨단장비의 혁신
5. 친환경 제조업 육성

## 향후전망
중국은 2025년까지 제조업의 고도화를 이루고, 2049년까지 세계적인 제조업 강국으로 도약하겠다는 장기 목표를 가지고 있다.(中国的长期目标是到2025年实现制造业的高度化, 到2049年跃升为世界级制造业强国。)

## 같이 보기
- 중국산
- 산업 정책
- 미국-중국 무역 전쟁
- 중진국 함정